# Église Saint-Pierre de Cavanac
Pour les articles homonymes, voir Église Saint-Pierre.
L'église Saint-Pierre de Cavanac est une église catholique située à Cavanac, en France.

## Localisation
L'église est située dans le département français de l'Aude, sur la commune de Cavanac.

## Historique
Les murs et voûtes de la nef et du sanctuaire ; sacristie et première chapelle au sud ; pierres tombales de la famille de Siran ; modillons de la corniche extérieure de l'abside ont été inscrits au titre des monuments historiques en 1948.